# Mi Fang
En aquest nom xinès, el cognom és Mi.
Mi Fang va ser un oficial militar servint sota el senyor de la guerra Liu Bei durant la tardana Dinastia Han i el període dels Tres Regnes de la història xinesa. Hi era el germà menor de Mi Zhu, que també va servir a Liu Bei. En 219, Mi Fang es va rendir a Sun Quan, suposant directament la pèrdua de la província de Jing (avui en dia Hubei i Hunan) i la mort de Guan Yu. L'historiador Rafe de Crespigny destaca que Mi Fang tenia el remarcable rècord d'haver servit a cadascun dels líders dels Tres Regnes durant la seva vida.